# Каторга в Австралии
Каторга в Австралии — подневольный труд (каторга), отбываемый самыми тяжкими, с точки зрения государства, преступниками из Великобритании на территории Австралии.
В период с 1788 года по 1868 год в различные колонии на территории Австралии британским правительством было принудительно отправлено свыше 162 000 приговорённых к каторге преступников. Британское правительство начало отправлять осуждённых в заморские колонии с начала XVII века — первоначально в Северную Америку. Когда в конце 1770-х годов в связи с началом Войны за независимость США их отправка туда стала невозможной, проблема размещения в британских тюрьмах большого количества заключённых серьёзно обострилась и возникла необходимость в поиске новых территорий для отправки туда каторжников. В 1770 году Джеймс Кук объявил восточное побережье Австралии британским владением; во второй половине 1780-х годов, стремясь решить ситуацию с заключёнными и одновременно упрочить своё влияние в регионе, правительство решило использовать австралийские территории для высылки каторжников. В 1787 году к Ботани-Бэй в Австралии отплыл так называемый Первый флот, состоявший из одиннадцати кораблей, являвшихся плавучими тюрьмами. 
После его прибытия к австралийским берегам 20 января 1788 года был основан Сидней — первое постоянное европейское поселение на континенте, ставшее центром колонии Новый Южный Уэльс. В 1803 году была основана каторжная колония на Тасмании, в 1824 году — в Квинсленде. Западная Австралия, основанная в 1829 году свободными переселенцами, принимала каторжников с 1850 года; население Виктории и Южной Австралии состояло только из свободных людей. Пик отправки каторжников в Австралию пришёлся на 1830-е годы, существенно снизившись в последующем десятилетии; последний корабль с каторжниками прибыл в Западную Австралию 10 января 1868 года. 
Большинство высланных в Австралию каторжников составляли осуждённые за различные мелкие преступления, однако среди них было и значительное число политических заключённых. Более тяжкие преступления, такие как изнасилования и убийства, карались смертной казнью и не предполагали в качестве наказания каторгу в колониях. После истечения срока заключения многие каторжники оставались жить в Австралии среди свободных поселенцев, при этом некоторые из них добились высокого статуса в обществе. Вместе с тем отбывание человеком каторги накладывало на него социальное клеймо, в связи с чем многие потомки каторжников из-за своего происхождения сталкивались с пренебрежительным отношением. К XX веку, однако, ситуация изменилась, и ныне некоторые австралийцы даже гордятся наличием каторжников среди своих предков. По некоторым данным, в современной Австралии порядка 20 % белого населения является потомками каторжников.

## Причины отправки каторжников в Австралию
Как указывал Роберт Хьюз в своей работе об истории Австралии «The Fatal Shore», с 1740 года население Англии и Уэльса стало существенно увеличиваться, что вскоре совпало с началом Американской революции. Лондон конца XVIII века был перенаселён и переполнен безработными пьяницами и «дешёвым джином». Вкупе с массовой бедностью, социальной несправедливостью, распространением детского труда, антисанитарными условиями жизни и высокой продолжительностью рабочего дня это способствовало сильному росту преступности в Лондоне и Великобритании в целом, а также к появлению большого количества осуждённых, для размещения которых не хватало тюрем. Этот фактор стал основным стимулом для правительства отправлять приговорённых к каторге в британские колонии в Австралии.

## Состав каторжников
Около 80% каторжников были осуждены за воровство, от половины до двух третей были приговорены повторно. Подавляющее большинство составляли городские жители; сельские жители, которые в качестве рабочей силы в Австралии были востребованы больше всего, составляли лишь пятую часть. 75% каторжников были одинокими, на шесть мужчин приходилась одна женщина. Средний возраст каторжников составлял 26 лет. Большинство каторжников были неграмотными — больше половины не могли написать даже свое имя. 
Большинство каторжников, отправленных в Австралию, были мужчинами, однако порядка 20 % из них составляли женщины. В поисках защиты многие из них сходились с мужчинами-каторжанами, а иногда и с конвоировавшими их полицейскими офицерами. Иногда таких женщин называли «куртизанками», однако в Англии практически никто из них не занимался проституцией, поскольку за занятие ею каторга в виде наказания не назначалась.

## Политические заключённые
Определённую часть приговорённых к австралийской каторге составляли арестованные и осуждённые по политическим причинам, в первую очередь участники различных антиправительственных движений и восстаний, в том числе луддиты (отправлялись в 1828—1832 годах) и чартисты.

## Работа каторжников
В тюрьмах находилось не более 20-25% сосланных в Австралию, это были осужденные за наиболее тяжкие преступления. Остальные находились на поселении.
Каторжники работали в сельском хозяйстве, а также добывали уголь, собирали раковины для получения из них извести, строили тюрьмы, бараки, дороги, туннели, мосты, волнорезы, маяки. Законодательно рабочая неделя заключенного ограничивалась 56 часами, но также устанавливались нормы выработки, и тем, кто не их выполнял, приходилось работать дольше.
До 90% каторжников работало в частном секторе экономики. В начале, чтобы привлечь в Австралию состоятельных переселенцев, плата за использование труда заключенных не взималась, и государство брало на себя заботу об их обеспечении. Но с 1800 года расходы на содержание каторжников, работающих в частном секторе, должны были нести арендаторы рабочей силы. Если выяснялось, что фермер не в состоянии содержать каторжников, их забирали и выписывали штраф за каждый день до окончания контракта. Немало каторжников работали слугами, некоторые были охранниками.
Каторжникам разрешалось иметь свой огород, это особенно поощрялось в первые голодные годы колонизации. Им также позволялось в свободное время валить лес, расчищать участки и тому подобное, получая за это небольшую плату. Каторжники, бывшие квалифицированными ремесленниками (ювелиры, портные, обувщики), могли работать по специальности и зарабатывать неплохие деньги. 
В 1830-х годах зарплаты у освободившихся каторжников в Австралии были выше, чем у работников аналогичных профессий в Великобритании.

## Наследие
Некоторые каторжане, отправленные в Австралию, получили в колониях широкую известность, а их образы заняли место в национальном фольклоре. В частности, таковыми были ямайский чернокожий Билли Блю, работавший лодочником, и знаменитый преступник Джозеф Джонс по прозвищу Мундин Джо, ставший в Австралии бушрейнджером и неоднократно сбегавший из тюрем.
«Эпоха каторжников» оставила глубокий след в культурной истории Австралии, стала основой для сюжетов множества романов и фильмов, а степень её влияния на национальный характер белых австралийцев стала предметом ряда научных исследований.
В 2011 году одиннадцать каторжных австралийских поселений были включены ЮНЕСКО в список Всемирного наследия.